# Llengües awanes
Les llengües awanes constitueixen un dels dos subgrups de la branca septenterional de les llengües barbacoanes. Aquest subrupo inclou l'Awá Pit ('llengua dels awá') a més de diverses llengües extintes entre elles el sindagua que possiblement ha d'identificar-se amb l'antecessor antic del modern awá pit, el barbacoa (tots dos parlats a Colòmbia fins a la seva desaparició) i el pasto-muellama (parlat a l'Equador fins al segle XVII).